# Verrucaria zamenhofiana
Verrucaria zamenhofiana är en lavart som beskrevs av Clauzade & Cl. Roux. Verrucaria zamenhofiana ingår i släktet Verrucaria och familjen Verrucariaceae.   Inga underarter finns listade i Catalogue of Life.